# Чемпіонат Південної Америки з футболу 1942
Чемпіонат Південної Америки з футболу 1942 року — сімнадцятий розіграш головного футбольного турніру серед національних збірних Південної Америки. 
Турнір відбувався у Монтевідео, столиці Уругваю, з 10 січня по 7 лютого 1942 року. Переможцем ввосьме стала збірна Уругваю, вигравши усі свої матч на турнірі.
Змагання було відзначено досягненням збірної Аргентини, яка у матчі з Еквадором, зусиллями Хосе Мануеля Морено забила 500-й гол в історії чемпіонатів Південної Америки, в тому ж матчі був досягнутий ще один рекорд, Аргентина перемогла Еквадор 12:0, що досі є найбільшою різницею у чемпіонатах і кубках Америки в одному матчі.

## Формат
Відбірковий турнір не проводився. Від участі у турнірі відмовилась Болівія і Колумбія. В підсумку у турнірі взяло участь сім учасників: Аргентина, Бразилія, Чилі, Еквадор, Перу, Парагвай і Уругвай, які мали провести один з одним матч за круговою системою. Переможець групи ставав чемпіоном. Два очки присуджувались за перемогу, один за нічиєю і нуль за поразку. У разі рівності очок у двох лідируючих команд призначався додатковий матч.

## Стадіони
| Монтевідео         |
| Естадіо Сентенаріо |
| Місткість: 65,235  |
|                    |

## Підсумкова таблиця
| Збірна    | І | В | Н | П | ГЗ | ГП | Р   | О  |
| --------- | - | - | - | - | -- | -- | --- | -- |
| Уругвай   | 6 | 6 | 0 | 0 | 21 | 2  | +19 | 12 |
| Аргентина | 6 | 5 | 0 | 1 | 21 | 6  | +15 | 10 |
| Бразилія  | 6 | 3 | 1 | 2 | 15 | 7  | +8  | 7  |
| Парагвай  | 6 | 2 | 2 | 2 | 11 | 10 | +1  | 6  |
| Перу      | 6 | 1 | 2 | 3 | 5  | 10 | −5  | 4  |
| Чилі      | 6 | 1 | 1 | 4 | 4  | 15 | −11 | 3  |
| Еквадор   | 6 | 0 | 0 | 6 | 4  | 31 | −27 | 0  |

| 10 січня 1942 |

| Уругвай                                                             | 6–1 | Чилі         |
| ------------------------------------------------------------------- | --- | ------------ |
| Л.Е. Кастро 7', 76' О. Варела 12' Сіокка 15' Сапірайн 37' Порта 54' |     | Контрерас 1' |

| Естадіо Сентенаріо, Монтевідео Арбітр: Хосе Масіас (Аргентина) |

| 11 січня 1942 |

| Аргентина                                    | 4–3 | Парагвай                   |
| -------------------------------------------- | --- | -------------------------- |
| Сандоваль 9' Масантоніо 30', 47' Перукка 88' |     | Санчес 59' Авейро 75', 86' |

| Естадіо Сентенаріо, Монтевідео Арбітр: Жозе Феррейра Лемос (Бразилія) |

| 14 січня 1942 |

| Бразилія                                          | 6–1 | Чилі         |
| ------------------------------------------------- | --- | ------------ |
| Патеско 1', 78' Пірілло 23', 63', 86' Клаудіо 66' |     | Домінгес 35' |

| Естадіо Сентенаріо, Монтевідео Арбітр: Анібаль Техада (Уругвай) |

| 17 січня 1942 |

| Аргентина                   | 2–1 | Бразилія     |
| --------------------------- | --- | ------------ |
| Е. Гарсія 3' Масантоніо 27' |     | Сервіліо 37' |

| Естадіо Сентенаріо, Монтевідео Арбітр: Енріке Куенка (Перу) |

| 18 січня 1942 |

| Уругвай                                                         | 7–0 | Еквадор |
| --------------------------------------------------------------- | --- | ------- |
| Сапірайн 1' Гамбетта 13' С. Варела 16', 24', 29' Порта 23', 42' |     |         |

| Естадіо Сентенаріо, Монтевідео Арбітр: Маркос Херінальдо Рохас (Парагвай) |

| 18 січня 1942 |

| Парагвай    | 1–1 | Перу          |
| ----------- | --- | ------------- |
| Барріос 35' |     | Магальянес 1' |

| Естадіо Сентенаріо, Монтевідео Арбітр: Хосе Масіас (Аргентина) |

| 21 січня 1942 |

| Бразилія              | 2–1 | Перу          |
| --------------------- | --- | ------------- |
| Педро Аморім 43', 56' |     | Фернандес 73' |

| Естадіо Сентенаріо, Монтевідео Арбітр: Маркос Херінальдо Рохас (Парагвай) |

| 22 січня 1942 |

| Парагвай             | 2–0 | Чилі |
| -------------------- | --- | ---- |
| Барріос Баудо Франко |     |      |

| Естадіо Сентенаріо, Монтевідео Арбітр: Жозе Феррейра Лемос (Бразилія) |

| 22 січня 1942 |

| Аргентина                                                                                           | 12–0 | Еквадор |
| --------------------------------------------------------------------------------------------------- | ---- | ------- |
| Е. Гарсія 2' Морено 12', 16', 22', 32', 89' Педернера 25' Масантоніо 54', 65', 68', 70' Перукка 88' |      |         |

| Естадіо Сентенаріо, Монтевідео Арбітр: Мануель Сото (Чилі) |

| 24 січня 1942 |

| Уругвай       | 1–0 | Бразилія |
| ------------- | --- | -------- |
| С. Варела 32' |     |          |

| Естадіо Сентенаріо, Монтевідео Арбітр: Маркос Херінальдо Рохас (Парагвай) |

| 25 січня 1942 |

| Парагвай                               | 3–1 | Еквадор     |
| -------------------------------------- | --- | ----------- |
| Баудо Франко 5' Мінго 57' Ібаррола 62' |     | Хіменес 46' |

| Естадіо Сентенаріо, Монтевідео Арбітр: Мануель Сото (Чилі) |

| 25 січня 1942 |

| Аргентина                        | 3–1 | Перу          |
| -------------------------------- | --- | ------------- |
| Х. К. Ередія 12' Морено 65', 72' |     | Фернандес 17' |

| Естадіо Сентенаріо, Монтевідео Арбітр: Анібаль Техада (Уругвай) |

| 28 січня 1942 |

| Перу                     | 2–1 | Еквадор     |
| ------------------------ | --- | ----------- |
| Кіньйонес 32' Гусман 62' |     | Хіменес 52' |

| Естадіо Сентенаріо, Монтевідео Арбітр: Анібаль Техада (Уругвай) |

| 28 січня 1942 |

| Уругвай                           | 3–1 | Парагвай    |
| --------------------------------- | --- | ----------- |
| С. Варела 9' Порта 26' Сіокка 65' |     | Барріос 58' |

| Естадіо Сентенаріо, Монтевідео Арбітр: Енріке Куенка (Перу) |

| 31 січня 1942 |

| Аргентина | 0–0 | Чилі |
| --------- | --- | ---- |
|           |     |      |

| Естадіо Сентенаріо, Монтевідео Арбітр: Енріке Куенка (Перу) |

| 31 січня 1942 |

| Бразилія                                  | 5–1 | Еквадор             |
| ----------------------------------------- | --- | ------------------- |
| Тім 10' Пірілло 12', 29', 76' Зізінью 60' |     | Альварес 19' (пен.) |

| Естадіо Сентенаріо, Монтевідео Арбітр: Хосе Масіас (Аргентина) |

| 1 лютого 1942 |

| Уругвай                                | 3–0 | Перу |
| -------------------------------------- | --- | ---- |
| Чіріміні 47' Л.Е. Кастро 54' Порта 77' |     |      |

| Естадіо Сентенаріо, Монтевідео Арбітр: Хосе Масіас (Аргентина) |

| 5 лютого 1942 |

| Чилі                      | 2–1 | Еквадор     |
| ------------------------- | --- | ----------- |
| Домінгес 20' Армінгол 42' |     | Альсівар 5' |

| Естадіо Сентенаріо, Монтевідео Арбітр: Маркос Херінальдо Рохас (Парагвай) |

| 5 лютого 1942 |

| Бразилія   | 1–1 | Парагвай         |
| ---------- | --- | ---------------- |
| Зізінью 5' |     | Баудо Франко 23' |

| Естадіо Сентенаріо, Монтевідео Арбітр: Хосе Масіас (Аргентина) |

| 7 лютого 1942 |

| Чилі | 0–0 | Перу |
| ---- | --- | ---- |
|      |     |      |

| Естадіо Сентенаріо, Монтевідео Арбітр: Хосе Масіас (Аргентина) |

| 7 лютого 1942 |

| Уругвай      | 1–0 | Аргентина |
| ------------ | --- | --------- |
| Сапірайн 57' |     |           |

| Естадіо Сентенаріо, Монтевідео Арбітр: Маркос Херінальдо Рохас (Парагвай) |

## Чемпіон
| Чемпіон Південної Америки 1942 |
| ------------------------------ |
| Уругвай 8-й титул              |

## Найкращі бомбардири
7 голів
- Ермініо Масантоніо
- Хосе Мануель Морено

6 голів
- Силвіо Пірілло

5 голів
- Роберто Порта
- Северіно Варела

3 голи
- Фабіо Баудо Франко
- Марсіаль Барріос
- Луїс Ернесто Кастро
- Бібіано Сапірайн